# Franc Meden
Franc Meden, priložnostni pesnik in publicist, * 26. maj 1843, Senožeče, † 5. april 1872, Senožeče.
Rodil se je v družini malega kmeta Antona in male kmetice Marije Meden rojene Pegan. Leta 1868 je v
Kmetijskih in rokodelskih novicah objavil nekaj pesmi in   krajših novic. Pesmi Umrli sestri, Spomladanska in Jesenska so lirične in se jezikovno zgledujejo po Prešernu, vendar ne dosegajo takratne slovenske pesniške ravni. Medenovo poročilo o izvolitvi župana v Senožečah pa kaže na njegovo narodno-politično usmeritev in na prizadevanja za ustanovitev čitalnice v Senožečah.